# Maxim Reality
Keith „Keeti” Palmer (ur. 21 marca 1967 roku w Peterborough), znany jako Maxim albo Maxim Reality – wokalista brytyjskiego zespołu muzycznego The Prodigy wykonującego muzykę big beat/rave. Znany ze swojego agresywnego stylu oraz charakterystycznego wyglądu na koncertach – często zakłada kolorowe soczewki kontaktowe i kilty.

## MC The Prodigy
Maxim dołączył do The Prodigy, gdyż zespół chciał w jakiś sposób ożywić swoje koncerty. Jednak po wydaniu albumu Experience w 1992 roku, zaczął nagrywać z grupą również płyty studyjne (pierwszy raz wokal Maxima pojawia się w nagranym na żywo utworze Death of the Prodigy Dancers na Experience). Później Keith napisał tekst do singla Poison promującego płytę Music for the Jilted Generation (1994) oraz do jednego z najbardziej znanych utworów zespołu – Breathe z płyty The Fat of the Land (1997). Na płycie The Prodigy, Always Outnumbered, Never Outgunned z 2004 roku, wcale nie ma wokalu Maxima. Pojawia się tylko na pierwszym singlu promującym płytę, Girls, w jednym z remiksów tytułowego utworu. Mimo to ciągle jest pełnoprawnym członkiem zespołu, występuje na koncertach oraz nagrywa nowy materiał z Liamem Howlettem (założycielem The Prodigy). Występuje w albumie The Prodigy - Invaders Must Die (2009).

## Kariera solowa
Z powodu ciągłego nagrywania i koncertowania razem z The Prodigy, Maxim nie miał zbyt wiele czasu na nagrywanie własnych płyt. Dopiero gdy grupa zwolniła tempo, pod koniec 1998 roku (po serii koncertów promujących The Fat of the Land), Maxim mógł zająć się własną karierą. Jeszcze w tym samym roku nagrał utwór Dog Day na promo Against the Grain (limitowane do 1000 egzemplarzy, wydane pod szyldem The Prodigy). Pod koniec roku nagrał jeszcze cover The Rolling Stones, Factory Girl. 9 sierpnia 1999 roku Maxim wydał EP My Web zawierającą 5 utworów. W 2000 roku Maxim nagrał razem ze Skin (ówczesną wokalistką Skunk Anansie) piosenkę Carmen Queasy. Znalazła się ona na pierwszym albumie solowym Maxima, Hell’s Kitchen (2000). W 2005 roku Maxim wydał swój najnowszy album, Fallen Angel.

## Dyskografia

### Albumy
- Hell’s Kitchen (wydany 2 października 2000 roku),
- Fallen Angel (wydany 29 marca 2005 roku).

### Single
- My Web (9 sierpnia 1999),
- Carmen Queasy (29 maja 2000),
- Scheming (11 września 2000),
- I Don't Care (2005).